# Nestroy-Theaterpreis/Bestes Stück – Autorenpreis

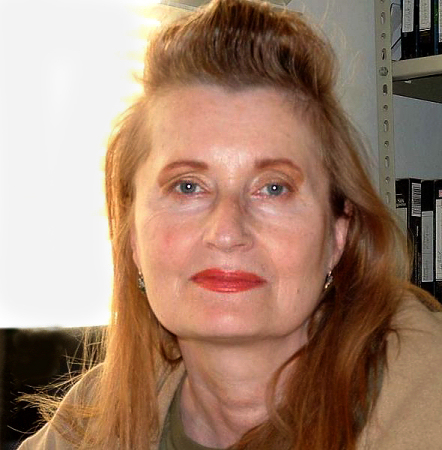
Elfriede Jelinek, (Nestroy 2013)

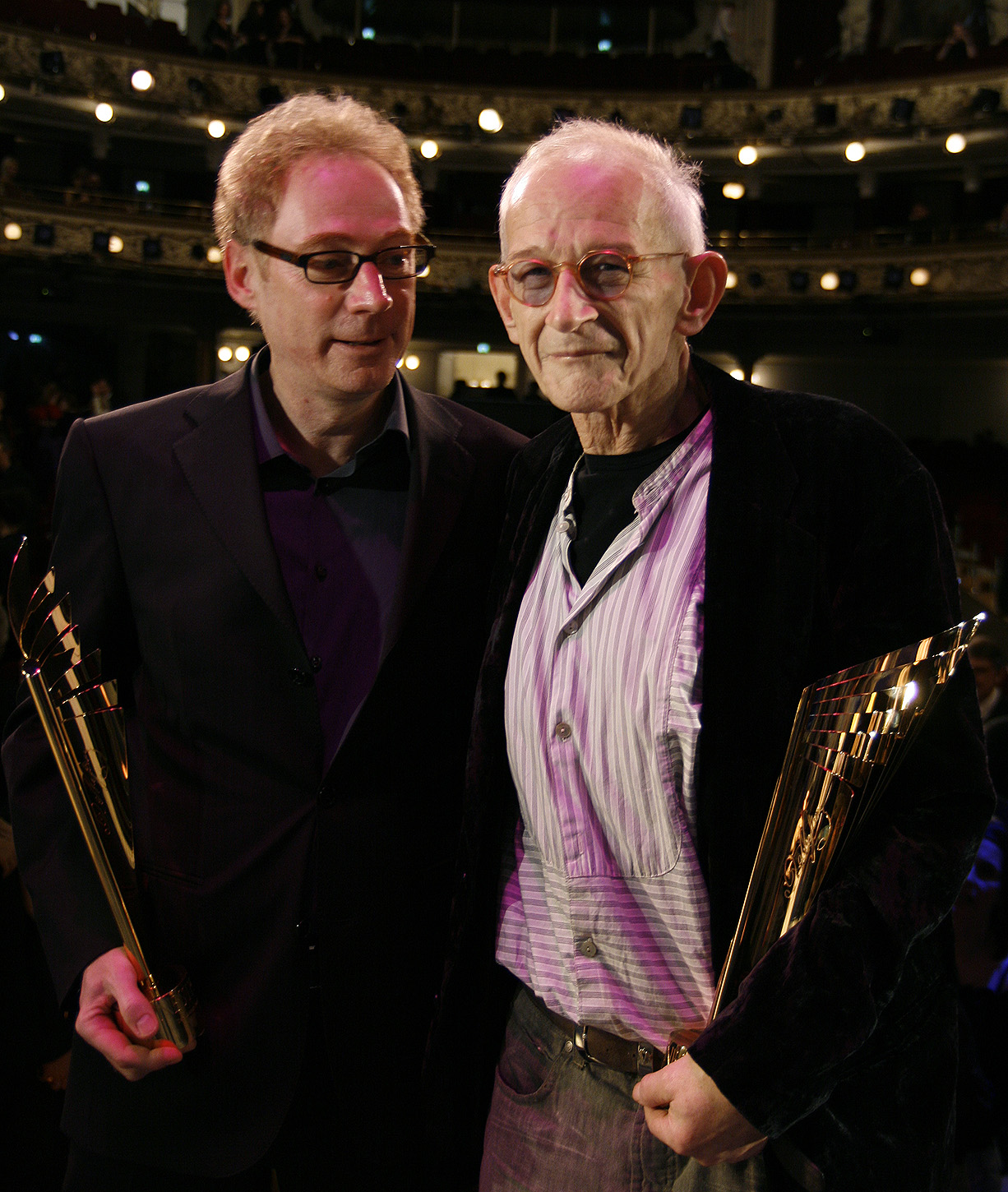
Gert Jonke (r.), Bestes Stück/Bester Dramatiker 2003, 2006 und 2008

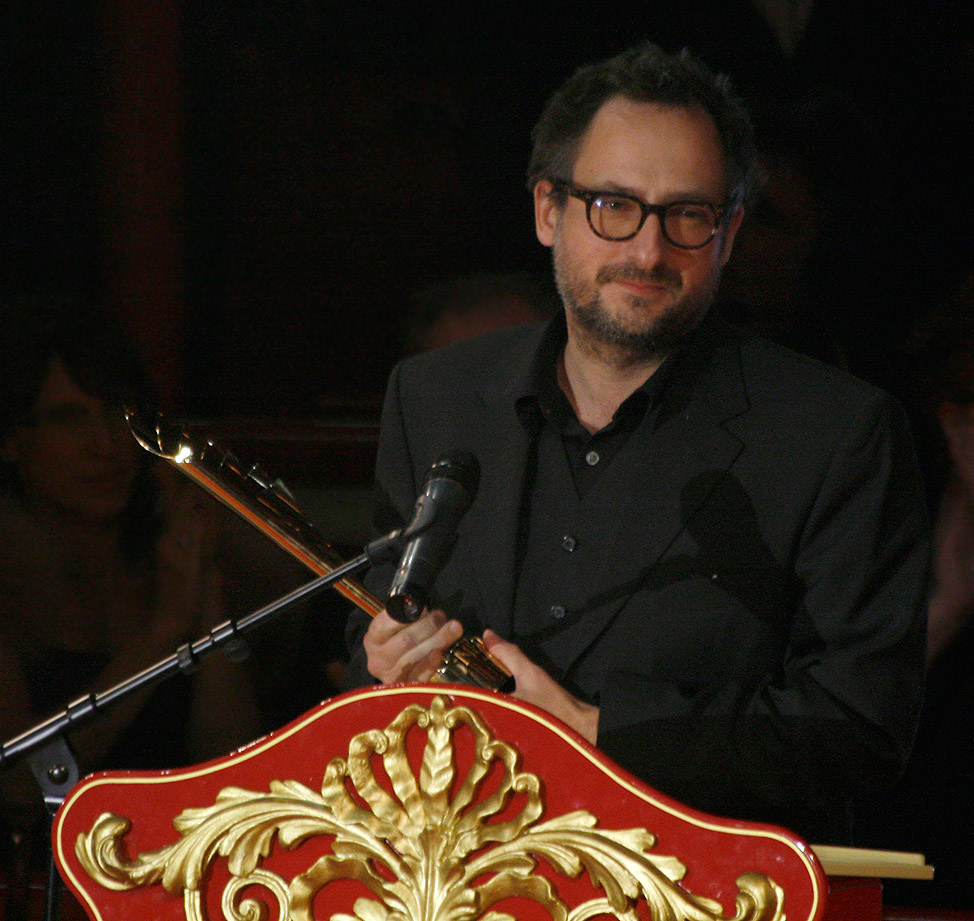
Roland Schimmelpfennig (Nestroy 2009)

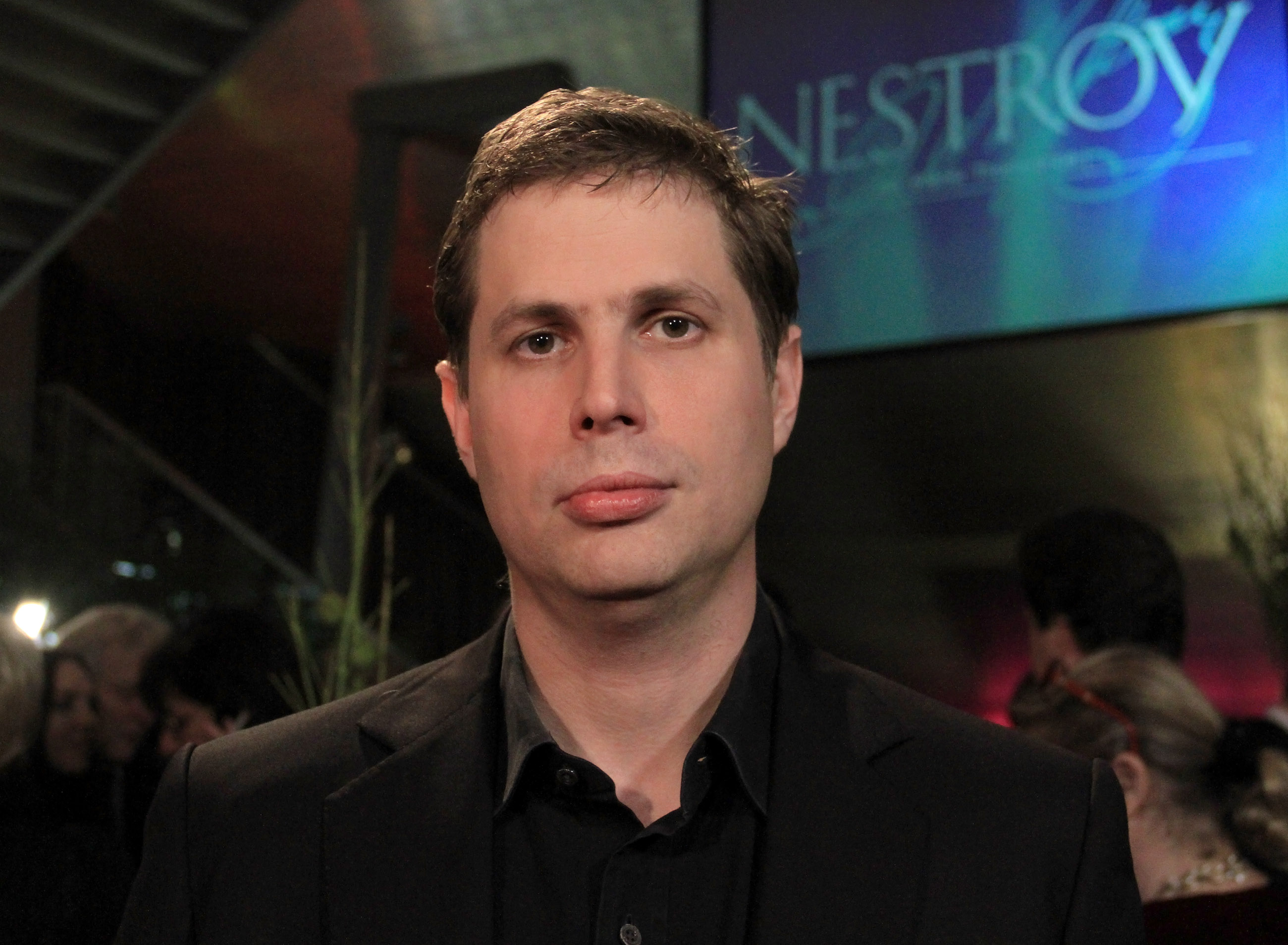
Daniel Kehlmann (Nestroy 2012)

Seit 2000 wird beim Nestroy-Theaterpreis das Beste Stück bzw. dessen Autor geehrt.

## Preisträger
| Jahr | Stück                                    | Dramatiker                               | Ort der Uraufführung                                       |
| ---- | ---------------------------------------- | ---------------------------------------- | ---------------------------------------------------------- |
| 2000 | Der Name                                 | Jon Fosse                                | Salzburger Festspiele (Deutsche Erstaufführung)            |
| 2001 | Die Unsichtbare. Tirade an drei Stränden | Christoph Ransmayr                       | Salzburger Festspiele/Theater am Schiffbauerdamm           |
| 2002 | Push up 1 – 3                            | Roland Schimmelpfennig                   | Schaubühne am Lehniner Platz                               |
| 2003 | Chorphantasie                            | Gert Jonke                               | Kulturhauptstadt Europas Graz 2003/Burgtheater             |
| 2004 | Die Ziege oder Wer ist Sylvia?           | Edward Albee                             | Akademietheater/Burgtheater (Deutsche Erstaufführung)      |
| 2005 | Hunt oder Der totale Februar             | Franzobel                                | Kohlebrecher Kohlgrube                                     |
| 2006 | Die versunkene Kathedrale                | Gert Jonke                               | Akademietheater/Burgtheater                                |
| 2007 | Das purpurne Muttermal                   | René Pollesch                            | Akademietheater/Burgtheater                                |
| 2008 | Freier Fall                              | Gert Jonke                               | Akademietheater/Burgtheater                                |
| 2009 | Besuch bei dem Vater                     | Roland Schimmelpfennig                   | Theater in der Josefstadt (Österreichische Erstaufführung) |
| 2010 | worst case                               | Kathrin Röggla                           | Schauspielhaus Wien/Theater am Kirchplatz (Schaan)         |
| 2011 | Immer noch Sturm                         | Peter Handke                             | Salzburger Festspiele/Thalia Theater (Hamburg)             |
| 2012 | Geister in Princeton                     | Daniel Kehlmann                          | Schauspielhaus Graz                                        |
| 2013 | Schatten (Euridyke sagt)                 | Elfriede Jelinek                         | Akademietheater                                            |
| 2014 | Die Ereignisse                           | David Greig                              | Schauspielhaus Wien                                        |
| 2015 | Die lächerliche Finsternis               | Wolfram Lotz                             | Akademietheater                                            |
| 2016 | Lost and Found                           | Yael Ronen                               | Volkstheater Wien                                          |
| 2017 | Geächtet                                 | Ayad Akhtar                              | Schauspielhaus Graz und Burgtheater                        |
| 2018 | jedermann (stirbt)                       | Ferdinand Schmalz                        | Burgtheater                                                |
| 2019 | Hass-Triptychon – Wege aus der Krise     | Sibylle Berg                             | Wiener Festwochen, Maxim-Gorki-Theater Berlin              |
| 2020 | Schwarzwasser                            | Elfriede Jelinek                         | Akademietheater                                            |
| 2021 | Rand                                     | Miroslava Svolikova                      | Schauspielhaus Wien                                        |
| 2022 | Adern                                    | Lisa Wentz                               | Akademietheater                                            |
| 2023 | karpatenflecken                          | Thomas Perle                             | Burgtheater                                                |
| 2024 | Die vielen Stimmen meines Bruders        | Magdalena Schrefel mit Valentin Schuster | Schauspielhaus Wien, Kosmos Theater und Kunstfest Weimar   |